# Microhyla heymonsi
Microhyla heymonsi là một loài ếch trong họ Microhylidae. Nó được tìm thấy ở đông bắc Ấn Độ, nam Trung Quốc, Đài Loan, Đông Nam Á về phía nam như bán đảo Mã Lai, đảo Sumatra, đảo Nicobar. Nó được mô tả từ Đài Loan.

## Hình ảnh

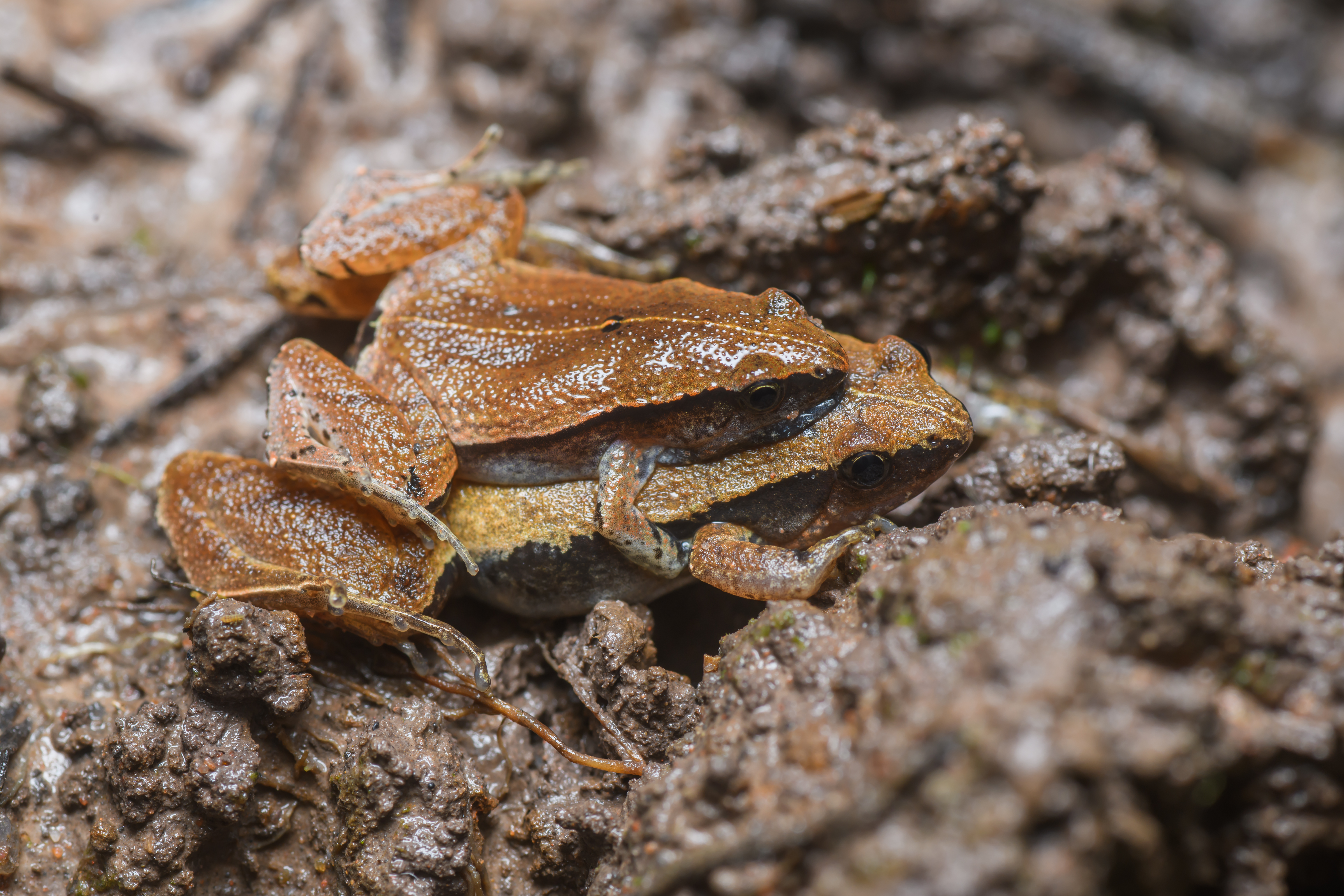